# Иларион (Иванов)
Митрополи́т Иларио́н (в миру Иван Иванов; 1800, деревня Горни-Чукани, Османская империя — 2 февраля 1884, Кюстендил) — епископ Болгарской православной церкви, митрополит Кюстендильский, до 1872 года — епископ Константинопольской православной церкви, митрополит Ловчанский. В феврале 1872 году был избран первым Экзархом Болгарским, однако не был утверждён Портой, из-за чего вынужден был покинуть пост.

## Биография
Родился в 1800 году в деревне Горни-Чукани (в 1971 году вошла в черту города Елена). Рано оставил родной город и поступил в Кыпиновский монастырь. Учился только в монастырском училище и всю последующую жизнь стремился к пополнению знаний.
В 1852 году рукоположён во епископа с возведением в сан митрополита Ловчанского, причиной чего стало желание Ловчанцев видеть у себя епископом болгарина.
Критиковался за нерешительность и фанариотство; особенно же за то, что давал займы под высокие проценты и взимал крупные штрафы и сборы. Это привело к тому, что ловчанские купцы запретили священникам поминать его на службах и желали, чтобы он покинул митрополичий дом.
В 1860 году вскоре после примирения, достигнутого при посредничестве каймакама, и письма ловчанский купцов Илариону Макариопольскому в Константинополь был признан священноначальником, но более не выезжал из епархии.
31 января 1860 года служил на болгарском языке в Видине; данное событие было отражено в газете «България».
В 1871 году уехал в Константинополь, оставив митрополичьим наместником в Ловече диакона Паисия, а после его убийства — свещеноиконома Крыстю Никифорова.
В том же году, будучи самым старшим по возрасту митрополитом, был избран председателем Первого церковно-народного собора.
В январе 1872 года Константинопольский Патриарх, не признав провозглашённого Болгарского экзархата, лишил священного сана Илариона вместе с Панаретом Пловдивским и Иларионом Макариопольским. 21 января 1872 года по требованию Константинопольского патриархата они были посажены в тюрьму в Измире, но 30 января освобождены под давлением константинопольских болгар под предводительством Петко Славейкова.
12 февраля 1872 года Синод Болгарского экзархата избрал Илариона Ловчанского экзархом Болгарским.
Обвинён в неспокойствии в Ловчанской епархии и в связи с деятельностью на Внутренней революционной организации и Васила Левского. Подал в отставку через пять дней под нажимом Высокой Порты. Предлогом для ухода стал преклонный возраст и глухота. На внеочередном заседании, состоявшемся 16 февраля 1872 года Синод избрал экзархом Видинского митрополита Анфима (Чалыкова), который был утверждён султаном.
В 1873 году был избран Синодом Болгарского экзархата митрополитом Кюстендильским.
Участвовал как народный представитель в Учредительном собрании и принятии на Тырновской конституции.
Скончался 2 февраля 1884 года в Кюстендиле и погребён в митрополичьей церкви Успения Пресвятой Богородицы.
21 мая 2005 года на колокольне церкви была открыта его памятная плита. В Кюстендиле и Ловече есть улицы, названные в честь митрополита Илариона.